# Pat Heard
Pat Heard (Kingston upon Hull, 17 marzo 1960) è un ex calciatore inglese, di ruolo difensore.

## Caratteristiche tecniche
Giocava nel ruolo di terzino sinistro.

## Palmarès

### Club

#### Competizioni nazionali
- Campionato inglese: 1

Aston Villa: 1980-1981
- Charity Shield: 1

Aston Villa: 1981

#### Competizioni internazionali
- Coppa dei Campioni: 1

Aston Villa: 1981-1982
- Supercoppa UEFA: 1

Aston Villa: 1982